# 法坎多·马查因
法坎多·马查因（西班牙語：Facundo Machaín，1845年11月26日—1877年10月29日），巴拉圭律师、外交家，1870年8月31日至9月1日任職巴拉圭总统。

## 早年
法坎多·马查因是一名律师和政治家。他于1845年11月26日出生在亚松森。他的父母是José Serapio Machaín y Zavala和Clara Recalde y Machaín。成年后，他与克拉拉·雷克得结婚，但没有孩子。
在亚松森读完中学后，他就读于智利大学，并从法学院毕业。他的教授是委内瑞拉人安德烈斯·贝略。

## 政治生涯
1869年初，巴拉圭战争结束后，他回到被占领的亚松森，投身政治。他很快成为政治上的普韦布洛俱乐部的主席，并被选入国民议会。法坎多是巴拉圭第一批公开发言的政治家之一，他以坚强的个性、青春和文化成功地吸引了听众。根据乔斯·塞贡多·德考德所写的传记，法坎多是个很好的演说家，但在写作上有困难。作为一名律师，他是创建1870年宪法的委员会的成员。

### 总统生涯
1869年的巴拉圭临时政府由Carlos Loizaga上校、西里洛·安东尼奥·里瓦罗拉和Jose Diaz de Bedoya组成。1870年5月Jose Diaz de Bedoya辞职，1870年8月31日Carlos Loizaga也辞职。剩下的成员安东尼奥·里瓦罗拉在1870年8月31日由国民大会解除职务，国民大会设立临时总统，他被选为临时总统，并担任此职。
马查因以37票对5票当选。他宣誓如下：“我在上帝和国家面前宣誓，如实地履行我作为总统的职责和《宪法公约》的一切规定。”但仅仅12个小时后，在西里罗·安东尼奥·里瓦拉、坎迪多·巴雷罗和一些反对派的武装攻势下，他在1870年9月1日的政变中被推翻。

### 卸任总统之后的政治生涯
1872年，他被任命为最高法院法官。尽管总统胡安·鲍蒂斯塔·吉尔与之政见不合，还是在1874年6月任命他为外交部长。
1876年，他与阿根廷外交部长贝尔纳多·德·伊里戈因谈判并签署了《马夏伊-伊里戈因条约》，根据该条约，巴拉圭正式割让米西恩斯省和部分格兰查科领土。它也使联军占领部队在1876年7月3日之前从巴拉圭撤出成为可能。

## 被捕和谋杀
他是一名记者，也是亚松森国家学院的教授和首任院长。1877年4月，他亲眼目睹了总统胡安·鲍蒂斯塔·吉尔遇刺。听到第一声枪响，他走到通向自由街的一个阳台上，大喊：“总统被杀了”。
他同意为那些被指控谋杀吉尔总统的人辩护。然而，政治形势使他成为政治激情的牺牲品。他被关进监狱，和他的被告关在同一间牢房里，其中包括乔斯·多洛雷斯·莫拉斯。
在坎迪多·巴雷罗和贝纳迪诺·卡瓦列罗的命令下，他于1877年10月29日在狱中被狱卒谋杀，年仅32岁。他的死在巴拉圭社会引起了巨大的悲痛。
在亚松森，埃斯蒂加里維亞元帥鎮附近的一条街道以他的名字命名。